# Gebänderter Pinselkäfer
|                                                                      |                          |                          |
| Abb. 1: ♂ Mesotibia                                                  | Abb. 2: ♂ 1. Tarsenglied | Abb. 3: ♀ 1. Tarsenglied |
|                                                                      |                          |                          |
| Abb. 4: ♀, Ende des Pygidiums, Aufsicht Rand rechts grün nachgezogen |                          |                          |
|                                                                      |                          |                          |
| Abb. 5: ♂, Seitenansicht                                             |                          |                          |

Der Gebänderte Pinselkäfer (Trichius fasciatus) ist ein Käfer aus der Familie der Blatthornkäfer (Scarabaeidae).

## Merkmale
Der Gebänderte Pinselkäfer ist 9 bis 12 mm lang. Die schwarze Zeichnung auf den hellgelben bis tieforangenen Flügeldecken kann sehr variieren. Der restliche Körper ist mit gelben und weißen wolligen Haaren besetzt. Dadurch sieht er einer Hummel etwas ähnlich, was ihn besser vor Fressfeinden schützt.
Die Unterscheidung der drei europäischen Arten der Gattung (neben Trichius fasciatus sind das Trichius sexualis und Trichius gallicus) geschieht getrennt für Männchen und Weibchen. Diese kann man bei allen Arten leicht am Vorderbein unterscheiden. Beim Weibchen (Abb. 3) ist die Schiene breit, die Außenzähne sind – typisch für das Grabbein – kräftig. Das erste Tarsenglied ist klein und überragt die Spitze des Endzahns nur wenig. Beim Männchen (Abb. 2) ist die Schiene schmal, die Grabzähne schwächer ausgebildet. Das 1. Tarsenglied überragt den Endzahn deutlich und ist außen knollig verdickt. Nur die Männchen von Trichius fasciatus haben etwa auf halber Höhe der Mittelschiene (Mesotibia) eine kräftige quer verlaufende Leiste, die in einem Zahn endet (Abb. 1). Bei den anderen Arten ist diese Leiste nur schwach ausgebildet, ein Zahn fehlt. Die Weibchen von Trichius fasciatus wiederum unterscheiden sich von den anderen Arten durch den Bau des Pygidiums. Dieses endet nicht abgerundet, sondern deutlich eingebuchtet (Abb. 4).

## Vorkommen
Auf Waldlichtungen im Bergland ist der Käfer gebietsweise häufig, im Flachland eher selten anzutreffen. Er lebt zumeist auf Blüten auf Waldwiesen sowie Waldrändern.

## Nahrung
Die fertigen Käfer ernähren sich von den Pollen diverser blütentragender Pflanzen. Dazu gehören Doldengewächse, Rosen und Disteln. Auch Brombeersträucher werden regelmäßig angeflogen. Die Larven (Engerlinge) ernähren sich überwiegend von Totholz und anderen organischen Pflanzenteilen.

## Lebensweise
Die Larven entwickeln sich in vermoderndem Holz verschiedener Laubbäume. Der Käfer besucht im Juni und Juli vorwiegend Doldenblüten und ernährt sich dort von Pollen. Beliebt sind auch Rosen, Brombeerblüten und Thymian.